# Paragymnopteris sargentii
Paragymnopteris sargentii är en kantbräkenväxtart som först beskrevs av Christ, och fick sitt nu gällande namn av K. H. Shing. Paragymnopteris sargentii ingår i släktet Paragymnopteris och familjen Pteridaceae. Inga underarter finns listade.